# ロバート・スリムバック
ロバート・ジョセフ・スリムバック（Robert Joseph Slimbach）は、1987年からAdobe Inc.で勤務しているプリンシパルタイプデザイナーである。
彼の作った書体は、書籍などで最も一般的に使用されているものの1つとなっている。

## 書体

### 受賞した賞
国際タイポグラフィ協会からシャルル・ペイニョ賞、SoTAタイポグラフィ賞、タイプディレクターズクラブからの繰り返しのTDC2賞など、デジタル書体デザイン部門で多くの賞を受賞している。